# Magmatický krb

Schematický průřez stavbou sopečného kužele

Magmatický krb je prostor pod povrchem země o velikosti asi jeden až deset kilometrů, vytvořený vystupujícím magmatem. Magmatický krb je také rezervoárem magmatu. Bývá v hloubce pět až třicet kilometrů pod povrchem. Pokud magma pokračuje ve výstupu až na povrch a vzniká sopečná erupce, magmatický krb se nachází pod vzniklou sopkou. Lokalizace krbu bývá určitelná seismickými metodami, respektive změnou rychlosti průchodu seismických vln.

## Charakteristika
Pokud magma zůstává v krbu delší dobu, začnou v něm probíhat diferenciační procesy. Těžší tavitelné minerály (například olivín) tuhnou a chemické složení magmatu se mění. Další efekt postupné krystalizace je uvolňování rozpuštěných sopečných plynů a zvyšování tlaku. To často vede k explozívní erupci a vyvržení množství pevných úlomků (vulkanoklastik) do okolí. Pokud se následkem takovéto erupce magmatický krb úplně vyprázdní, dochází někdy k propadnutí stropu krbu a poklesu nadloží - vzniklý útvar se nazývá kaldera.
V případě úplného utuhnutí magmatu v krbu se vytváří plutonická tělesa granitů nebo gabra.